# Pavillons d'angle
Les pavillons d'angle est un édifice situé dans la ville de Dijon, dans la Côte-d'Or en région Bourgogne-Franche-Comté.

## Histoire
Ils ont été construits au XVIIe siècle. 
Les façades sont classées au titre des monuments historiques par arrêté du 6 juillet 1937.